# Werner Löwenhardt
Werner Löwenhardt (Dortmund-Lindenhorst, Duitsland, 1919 – Amsterdam, 18 januari 2006) was een Nederlands grafisch ontwerper en eigenaar van een reclamebureau.

## Levensloop
Löwenhardt was jongste zoon in een sterk geassimileerd Duits-Joods slagersgezin. Zijn vader en diens acht broers hadden in de Eerste Wereldoorlog in het Duitse leger gediend. In 1935 vluchtte hij naar familie in Enschede en vond daar werk als reclameschilder. Tekenlessen kreeg hij van de Enschedese kunstschilder Gerard van Haeften.
In augustus 1942 meldde hij zich met zijn vader bij het Joodse werkkamp 't Schut bij Ede; begin oktober werden zij overgebracht naar Kamp Westerbork. Dankzij zijn tekentalent wist Werner uit de beruchte trein te blijven. Werner behoorde samen met zijn zes jaar oudere broer Heinz – die in Almelo ondergedoken was – tot de weinige overlevenden van zijn familie.
Na de oorlog begon hij in Amsterdam zijn eigen reclamestudio Elhart. Over zijn reclameverzameling hield hij regelmatig voordrachten. Bij de tentoonstelling 300 jaar Amsterdams reclamedrukwerk die van 1 december 1994 tot 28 januari 1995 in het Amsterdams Historisch Museum werd gehouden was een groot deel van zijn verzameling op reclame-gebied te zien.
Hij behoort met de oprichting in 1981 van wat toen nog de stichting Prent en Publiciteit heette, tot een van de belangrijkste oprichters van Het ReclameArsenaal. Zijn stichting kreeg later de naam Stichting Nederlands ReclameArchief die in 2000 met het Nederlands Reclame Museum is gefuseerd.
Vooral zijn omvangrijke verzameling van historische affiches is van groot belang voor onderzoekers op dit terrein.